# Mercedes (Eastern Samar)
Mercedes ist eine philippinische Stadtgemeinde in der Provinz Eastern Samar. Sie hat 6070 Einwohner (Zensus 1. August 2015).

## Baranggays
Mercedes ist politisch in 16 Baranggays unterteilt.
| - Anuron - Banuyo - Bobon - Busay - Buyayawon - Cabunga-an - Cambante - Barangay 1 Poblacion | - Barangay 2 Poblacion - Barangay 3 Poblacion - San Jose - Sung-an - Palamrag (Cabiliri-an) - Barangay 4 Poblacion - Port Kennedy - San Roque |